# Dalbergia macrosperma
Dalbergia macrosperma är en ärtväxtart som beskrevs av John Gilbert Baker. Dalbergia macrosperma ingår i släktet Dalbergia, och familjen ärtväxter. Inga underarter finns listade i Catalogue of Life.